# Tweezaadlobbigen

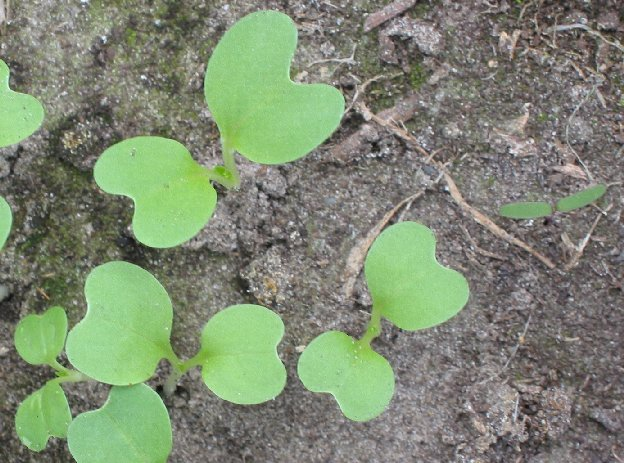
Tweezaadlobbige kiemplanten van Bladmoes

Tweezaadlobbigen of dicotylen zijn planten die samen met de eenzaadlobbigen of monocotylen de bloemplanten of bedektzadigen vormen. Veel van de tweezaadlobbigen hebben per zaad twee zaadlobben of cotylen, waarin het reservevoedsel, nodig voor de kieming en eerste groei van de jonge plant, zit opgeslagen. Bij meer dan de helft van de monocotylen is er één zaadlob per zaad.
De wetenschappelijke naam voor deze groep is Dicotyledones (soms ook Dicotyledoneae). In het Cronquist-systeem heette deze groep Magnoliopsida (in de vertaling van de 22e druk van de Heukels: Magnoliidae). 
In de APG-systemen worden de 'dicotylen' in de oude omgrenzing beschouwd als een parafyletische groep. Na verwijdering van verschillende groepen (zoals de groepen die later namen kregen als Chloranthales, Ceratophyllales, en een groep die wel magnoliiden genoemd wordt ) vormt het overgrote deel van de tweezaadlobbigen in de oude omgrenzing wel een monofyletische groep, die door de APG de eudicots wordt genoemd (eu- = echt, dicots = dicotylen).
De 23e druk van de Heukels (2005) duidt deze groep van de eudicots aan met "tweezaadlobbigen". De naam wordt dan gebruikt voor de meer beperkte groep in de nieuwe omgrenzing. De 24e druk handhaaft dit.

## Verschillen tussen monocotylen en dicotylen
Dit zijn geen harde verschillen: er zijn tal van uitzonderingen.
| Eenzaadlobbigen, monocotylen          | Tweezaadlobbigen, dicotylen             |
| ------------------------------------- | --------------------------------------- |
| één zaadlob                           | twee zaadlobben                         |
| stuifmeelkorrels met één kiemopening  | stuifmeelkorrels met drie kiemopeningen |
| parallelle nerven in bladeren         | vertakte nerven in bladeren             |
| bloemdelen in meervoud van drie       | bloemdelen met een ander grondgetal     |
| alleen bijwortels na kiemplantstadium | vertakte hoofdwortel                    |
| vaatbundels verspreid                 | vaatbundels in een ring                 |
| geen secundaire diktegroei            | secundaire diktegroei mogelijk          |